# Васильевка (Ставропольский район)

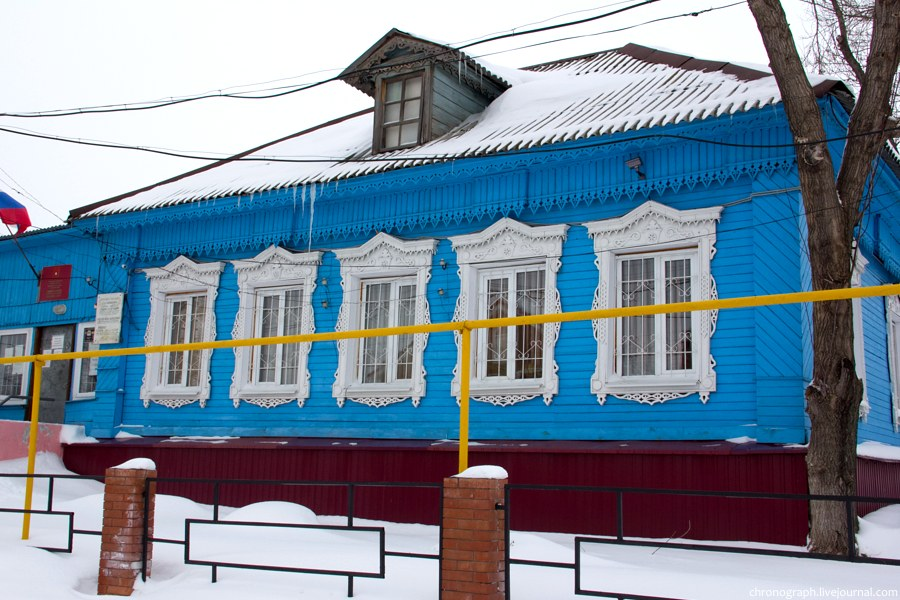
Администрация села

Васильевка — село в Ставропольском районе Самарской области. Административно входит в сельское поселение Васильевка и является его центром.

## История
Первое поселение на территории Васильевки возникло в 1798 году. Первым переселенцем был пастух купца Кочеткова из села Ягодное Василий Силантьев, а затем переселился его брат Никита. Вскоре появились и другие жители из сёл верховья реки Волги и в большинстве своем мордва. Так возникла деревня, названное по имени первого жителя — Васильевкой.
В XIX веке деревня входила в состав 6-го Ставропольского удельного имения. Относилась к приходу ставропольского Троицкого собора. В 1898 году была построена однопрестольная деревянная Михайло-Архангельская церковь, которая освящена в 1900 году епископом Гурием.
В 1910 году население села составляло 1485 душ на 360 дворов. В ходе столыпинской реформы 177 хозяев выделились на отруба и выкупили 1967 га земли. Сельская община владела 2672 га пахоты.
В 1915 году население составляло 1784 человека, из них только 144 было грамотными.
В марте 1918 года в селе была установлена Советская власть. Однако в ходе мятежа чехословацкого корпуса село было захвачено. Некоторые жители были расстреляны, некоторые, как П. Е. Щерин, делегат I и II Всероссийских съездов Советов, попали в «поезда смерти». Советская власть была восстановлена в октябре 1918 года.
В 1919 году население села составляло 1147 человек на 356 дворов. В сентябре 1919 года Фёдоровская волость была переименована в Васильевскую.
В 1920 году в селе было 1 мельниц, две механических прособдирни. Во время голода в Поволжье в селе в числе голодающих было 987 детей и 732 взрослых. Для помощи были открыты три столовых силами АРА и одну столовую открыл «Российско-американский комитет помощи детям».
В 1922 году в селе были созданы четыре сельхозкоммуны.
В 1923 году Ставропольский уезд был ликвидирован. В укрупнённую Ставропольскую волость вошла и Васильевка.
15 декабря 1923 года в селе сгорела церковь. Для нужд верующих был отдан дом сельсовета.
В 1920-х годах в селе действовало маслоперерабатывающее предприятие, две кузницы, сапожная, две валяльных, пошивочная мастерские, три частные и одна кооперативная лавки, изба-читальня, библиотека при сельсовете на 1500 книг.
В 1928 году образована сельхозартель «Красный крестьянин», с площадью посевных земель в 1000 га, в 1929 году появились артели имени Чапаева и «Путь Ленина». В 1930 году артели объединились в колхоз «Путь Ленина».
Обслуживался колхоз Нижне-Санчелеевской МТС.
При строительстве Куйбышевской ГЭС в 1950—1953 года в Васильевку были переселены 267 семей из Кунеевки, Зелёновки, Фёдоровки.
В 1956—1958 колхоз «Путь Ленина» был укрупнён путём присоединения к нему колхоза «Искра» (посёлок Рассвет) и колхоза им. Хрущёва (с. Зелёновка). В 1958 году была построена средняя школа.
10 августа 1958 года село с визитом посетил Никита Хрущёв. Он осмотрел кукурузные поля и произнёс речь перед колхозниками, после чего правительственную делегацию накормили овощами и фруктами с колхозных угодий, а также различными блюдами, приготовленными из сельскохозяйственной продукции. По свидетельству корреспондента газеты «Правда» Хрущев сказал: «Приятно увидеть своими глазами, как зажиточно сейчас живут наши колхозники!»

## Население
| Год  | Численность | Численность |
| ---- | ----------- | ----------- |
| 1859 | 701         | [ 4 ]       |
| 1889 | 1011        | [ 5 ]       |
| 1897 | 1383        | [ 6 ]       |
| 1910 | 1703        | [ 7 ]       |
| 1915 | 1784        |             |
| 1919 | 2147        | [ 8 ]       |
| 1926 | 1680        | [ 9 ]       |
| 2010 | 2815        | [ 10 ]      |
| 2015 | 3233        | [ 2 ]       |

## Памятники

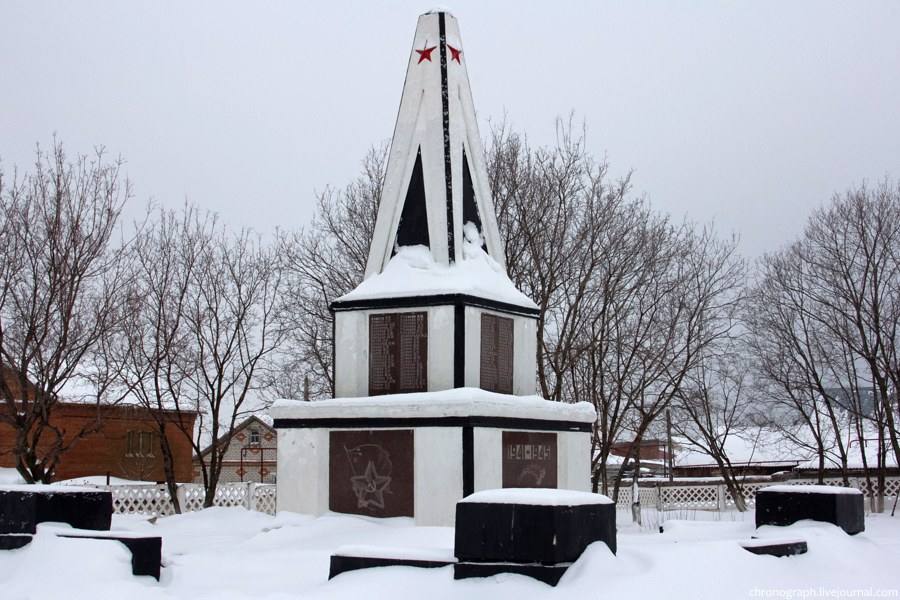
Памятник погибшим в годы Великой Отечественной войны

В 1967 году состоялось перезахоронение четырёх красноармейцев, погибших в Васильевке в 1918 году. Их прах был перенесён в центр села, где был установлен обелиск.
В 1992 году в Васильевку был привезён и торжественно перезахоронен прах уроженца села, Героя Советского Союза, Евгения Никонова, погибшего в 1941 году.

## Фотогалерея

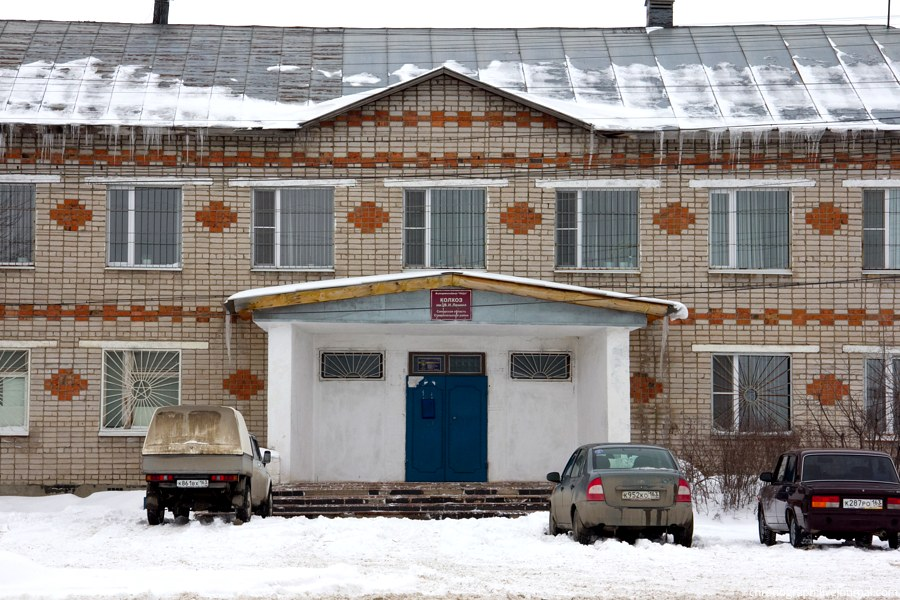
Правление колхоза
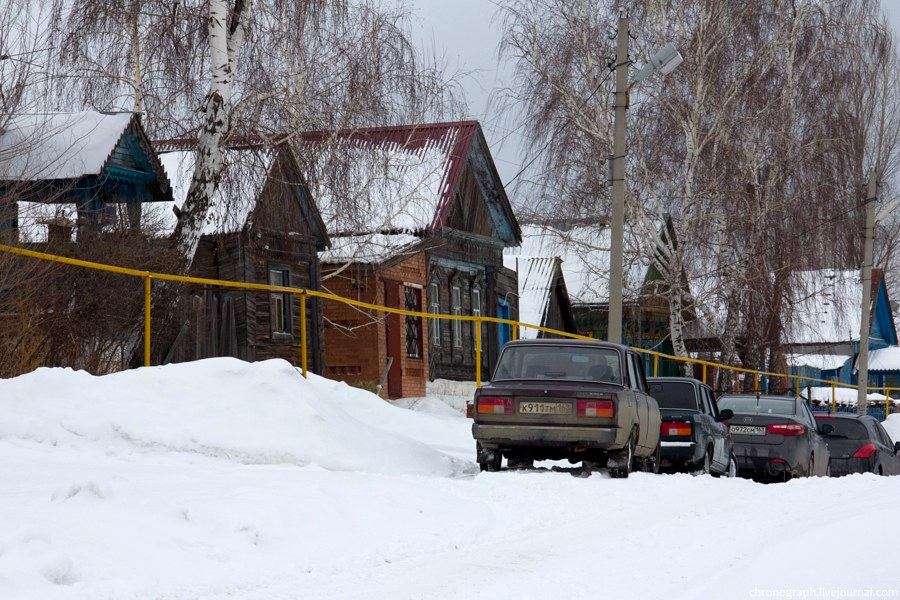
Зимняя улица в селе
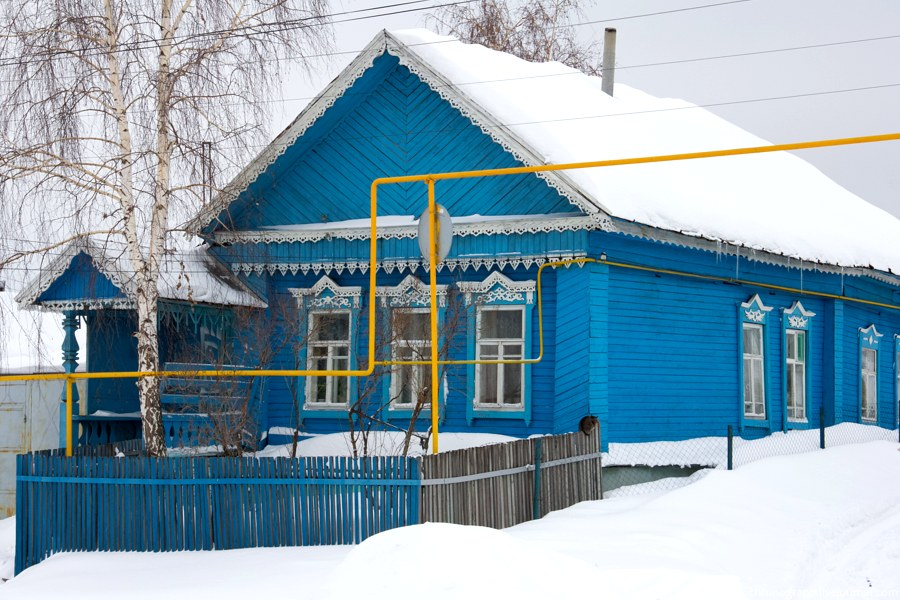
Жилой дом
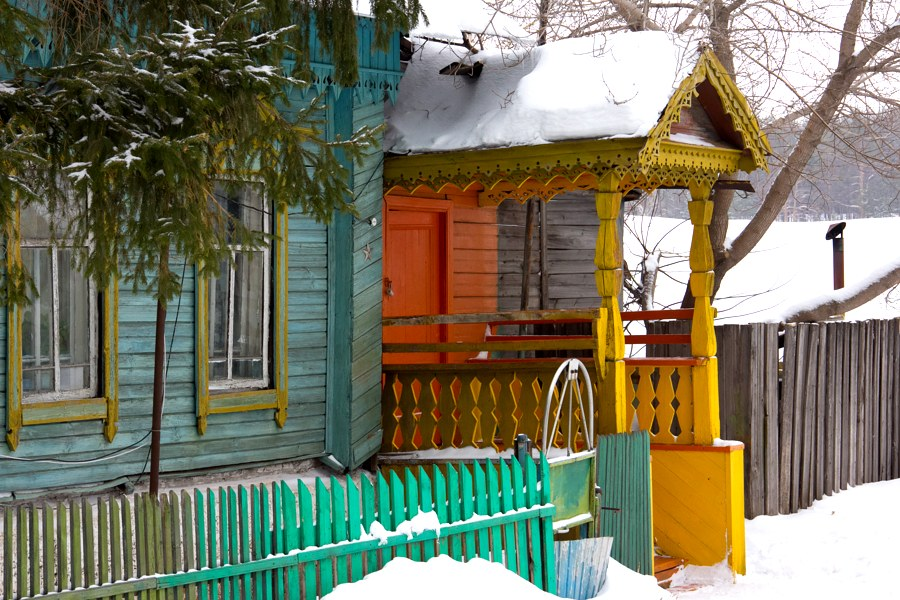
Крыльцо жилого дома